# Байрон, Джон
Джон Байрон (англ. John Byron; 8 ноября 1723 — 10 апреля 1786) — британский вице-адмирал. Во флоте был прозван «Джек Плохая погода» (англ. Foul-weather Jack) из-за его частых неудач с погодой. Дед знаменитого британского поэта лорда Джорджа Байрона.

## Биография
Байрон в раннем возрасте поступил на флот, в 18-летнем возрасте мичманом участвовал в кругосветном плавании
коммодора Ансона. Во время этого плавания, 14 мая 1741 года, корабль, на котором плавал Джон Байрон, «Вэйджер», потерпел кораблекрушение у берегов Патагонии. Оставшиеся в живых решили разделиться на две группы, одна отправилась в Рио-де-Жанейро, а группа Джона Байрона отправилась на север для встречи с испанцами. В дальнейшем Байрон осветил все эти события в своей книге «Рассказы Благородного Джона Байрона», которая имела большой успех у британской публики.
В декабре 1746 года Байрон получил в командование корабль HMS Siren в качестве полного капитана.
В 1760 году Байрон был послан в составе эскадры английских кораблей для атаки на французские укрепления Луисбурга. В июле того же года он победил французскую флотилию, посланную для освобождения Новой Франции.
С июня 1764 года по май 1766 года совершил кругосветное плавание как капитан корабля HMS Dolphin. В 1765 году он посетил и объявил Фолклендские острова территорией Великобритании по праву первооткрывателя (коим он на самом деле не являлся). Эти его действия привели к напряжению в отношениях Великобритании и Испании и чуть было не привели к новой войне: обе страны снаряжали флот, чтобы объявить суверенитет над островами. В этом плавании Джон Байрон открыл острова Туамоту, Токелау, которым он дал название «Острова герцога Йоркского», а также Острова Гилберта и посетил остров Тиниан.
В 1769 год Байрон был назначен губернатором Ньюфаундленда и пробыл на этом посту около трёх лет. Звание контр-адмирала он получил 31 марта 1775 года, а вице-адмирала — 29 января 1778 года.
В 1778 и 1779 годах, во время Войны за независимость США, командовал в Вест Индии Подветренной станцией. В июле 1779 года неудачно атаковал французский флот в битве у Гренады.

## Личная жизнь
Джон Байрон женился 8 сентября 1747 года на Софии Тревеньон. У них было два сына и семь дочерей, из которых три умерли в младенчестве. Их старший сын, тоже Джон Байрон, был отцом знаменитого британского поэта лорда Джорджа Байрона.

## Разное
В честь Джона Байрона названы мыс в Австралии и остров у берегов Чили.
Открыл острова в Тихом океане:
- 1765 год — Атафу (острова Токелау)
- 1765 год — Напука (острова Туамоту)
- 1765 год — Северный Тепото (острова Туамоту)